# Adelardus (bier)
Adelardus is een Belgisch bier.
Het bier wordt gebrouwen door Brouwerij Kerkom te Sint-Truiden.

## Naam
De naam van het bier verwijst naar abt Adelardus II van de Abdij van Sint-Truiden (1055 – 1082). Hij bouwde onder meer de abdijtoren en verbouwde de abdijkerk tot een reusachtige kerk.

## Bieren
Er bestaan 2 varianten die allebei gruut bevatten, een kruidenmengsel van een tiental kruiden uit de streek:
- Adelardus of Adelardus Dubbel of Adelardus Trudoabdijbier is een donker dubbel bier van hoge gisting met een alcoholpercentage van 7% en wordt onder meer met gruut gemaakt. Het bier werd gelanceerd ter gelegenheid de Open Abdijdagen in 2002.
- Adelardus Tripel is een blonde, ongefilterde tripel met een alcoholpercentage van 9%. Het bier werd op vraag van de stad Sint-Truiden en de Stichting “Abdij, Stad en Regio” gelanceerd ter gelegenheid de opening van de abdijtoren in Sint-Truiden op 1 mei 2005.[1][2] Het etiket vermeldt op de achterzijde "Haspengouwse Tripel". Dit is echter niet te verwarren met de Haspengouwse Tripel van Brouwerij Anders!.

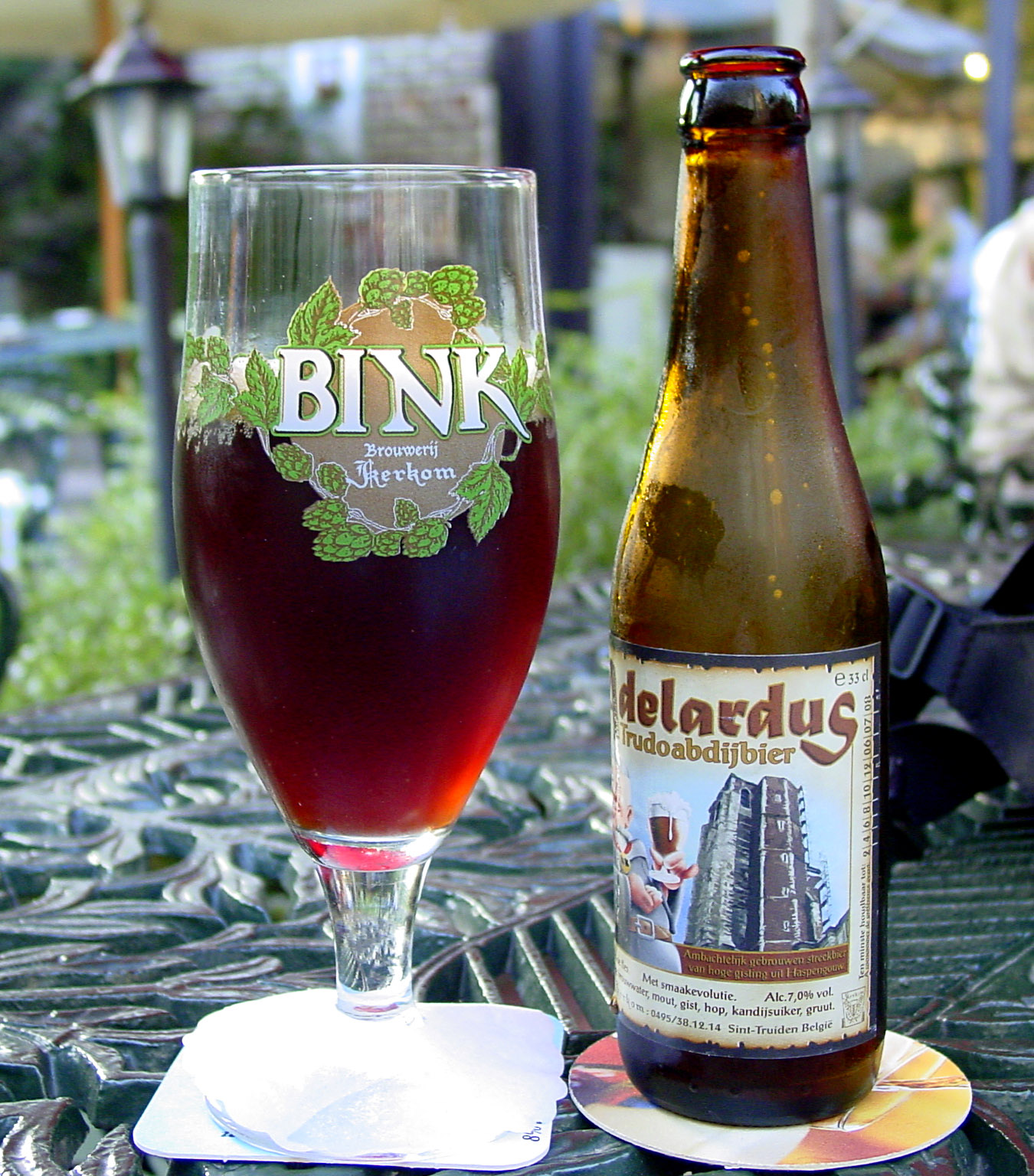
Adelardus met ouder etiket